# Зајфен (Ерцгебирге)
Зајфен (њем. Seiffen/Erzgeb.) општина је у њемачкој савезној држави Саксонија. Једно је од 69 општинских средишта округа Ерцгебирге. Према процјени из 2010. у општини је живјело 2.526 становника. Посједује регионалну шифру (AGS) 14521570.

## Географски и демографски подаци
Зајфен се налази у савезној држави Саксонија у округу Ерцгебирге. Општина се налази на надморској висини од 650 метара. Површина општине износи 12,4 km². У самом мјесту је, према процјени из 2010. године, живјело 2.526 становника. Просјечна густина становништва износи 203 становника/km².